# Kościół Matki Bożej Różańcowej w Jemielnej
Kościół Matki Bożej Różańcowej w Jemielnej – rzymskokatolicki kościół filialny należący do parafii Nawiedzenia Najświętszej Maryi Panny w Wabienicach.

## Historia
Pierwszy kościół w miejscowości Gemil wzmiankowano w 1399 roku. Świątynia została przejęta przez ewangelików w roku 1530 (lub 1536 lub 1553 - wymieniane są różne daty). W połowie XVII w. i w 1705 r. kościół został gruntownie przebudowany - rozebrano wtedy dotychczasowe prezbiterium i wydzielono nową część prezbiterialną, dobudowano empory i loże kolatorskie, jak również postawiono wieżę. 
Remontowany 1828, 1888, 1893, 1906, 1920, 1931. 
W 1945 r. przejęty przez katolików, którzy w latach 1962-3 wymienili strop i więźbę dachową. 
W ścianę są wmurowane epitafia Carla Trettau (* 13 marzec 1858 – +18 kwiecień 1924, pod nazwiskiem napis K__ KOMMERZIENRAT (? – nieczytelny dzień urodzin i wyraz pod nazwiskiem)) i Auguste Trettau z domu Menzel (* 07 marzec 1884 – + 02 maj 1935). 
Przy kościele znajduje się zniszczony cmentarz ewangelicki z nielicznymi szczątkami nagrobków. Całość otoczona murem z cegieł. 
W 1866 roku w Gimmel duchownym był pastor Berger, także duchownym w tej parafii był Gauer.